# پیتزو آلزاسکا
پیتزو آلزاسکا (به لاتین: Pizzo Alzasca) یک کوه در سوئیس است که در کانتون تیچینو واقع شده‌است. پیتزو آلزاسکا ۲٬۲۶۲ متر بالاتر از سطح دریا واقع شده‌است.